# Arrissoules
Arrissoules es un pueblo en el Distrito de Yverdon del Cantón de Vaud, Suiza.
El pueblo era un municipio independiente hasta que fue incorporado a Rovray el 1 de enero de 2005.
El Túnel de Arrissoules de la autopista A1 está localizado cerca del pueblo.
- Datos: Q699935
- Multimedia: Arrissoules / Q699935